# Бокій Іван Дмитрович
Іван Дмитрович Бокій (2 січня 1845 — 15 липня 1897) — учений і викладач, автор підручника «Підстави хімії» (рос. Основания химии); дійсний статський радник. Батько видного діяча радянських спецслужб, комісара державної безпеки 3-го рангу (1935) Г. І. Бокія та вченого в галузі гірничої справи, основоположника аналітичних методів проектування копалень і шахт Б. І. Бокія.

## Біографія
Народився 2 січня 1845 року в знатній дворянській родині. У серпні 1855 року вступив до першого класу Першої Харківської гімназії та закінчив у ній курс у 1862 році. Вищу освіту здобув на фізико-математичному факультеті Харківського університету. Після закінчення в ньому курсу в 1865 він був залишений при університеті для приготування до професорського звання, але внаслідок несприятливих матеріальних обставин був змушений відмовитися від цієї пропозиції і вступив на посаду викладача в Тифліської реальної гімназії.
У студентську пору зачитувався Добролюбовим, Писарєвим, читав заборонені книги Герцена. Але поступово захоплення ліберально-демократичною та революційною філософією, властивою для деяких представників тодішньої інтелігенції, змінилося цілком консервативними поглядами, а щодо російського імператора — вірнопідданими почуттями.
Викладав хімію та фізику синам намісника Кавказу, великого князя Михайла Миколайовича. У 1880 році він був переміщений на посаду інспектора в Урюпінське реальне училище, а в 1886 на таку ж посаду в Ізюм. У 1892 році через хворобу вийшов у відставку.
Помер 15 липня 1897 року.